# Chorągiew pancerna koronna królewska

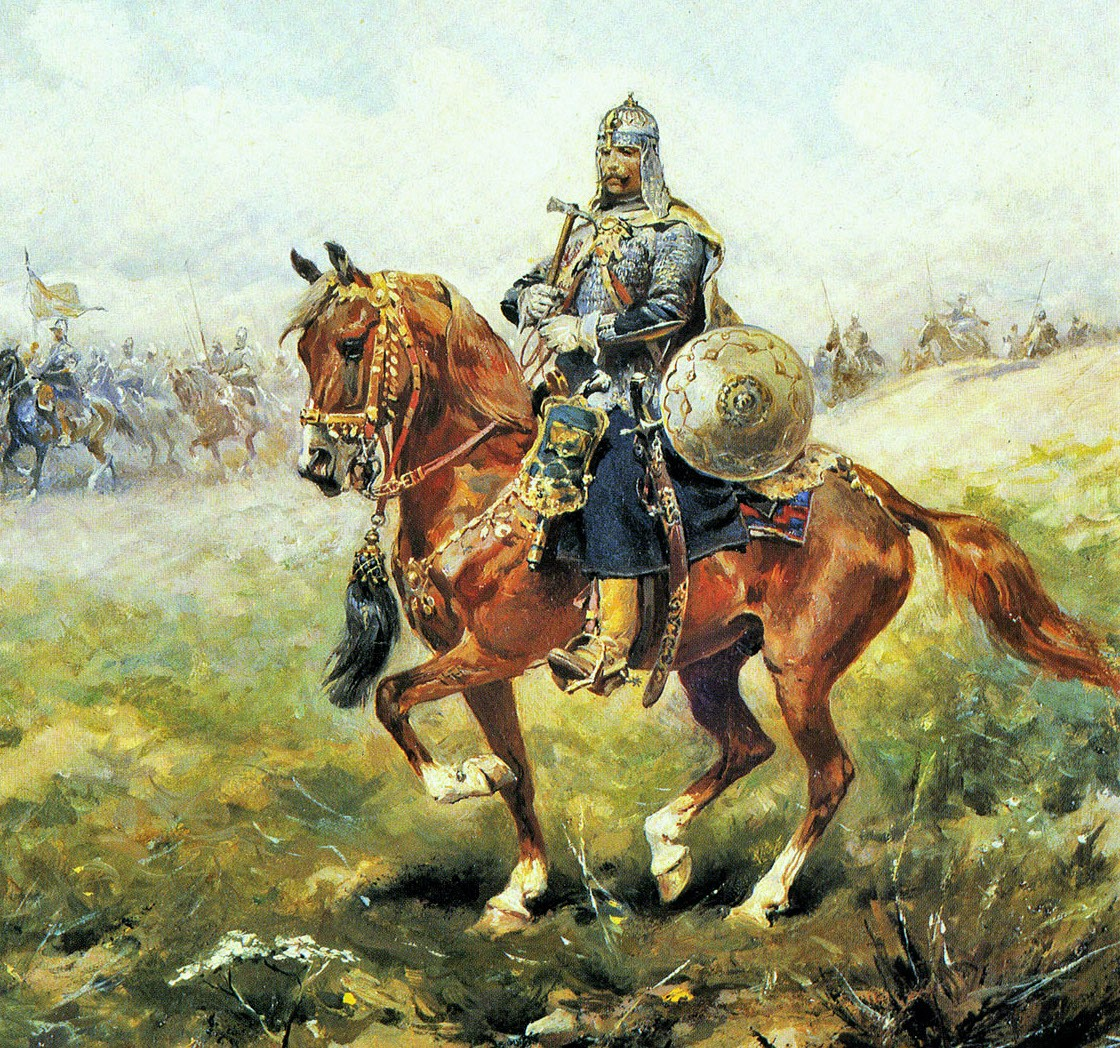
Józef Brandt, Towarzysz pancerny

Chorągiew pancerna koronna królewska – chorągiew pancerna koronna XVII wieku, okresu wojen z Imperium Osmańskim i Królestwem Szwecji.
Chorągiew ta była reprezentacyjną i najważniejszą chorągwią pancerną armii koronnej.
Żołnierze chorągwi znaleźli się w kompucie wojsk koronnych pod Wiedniem w 1683 (190 koni) i pod dowództwem Aleksandra Wronowskiego wzięli udział w wojnie polsko-tureckiej 1683-1699.